# Dennis Eckersley
Dennis Lee Eckersley, soprannominato Eck (Oakland, 3 ottobre 1954), è un ex giocatore di baseball statunitense di ruolo lanciatore nella Major League Baseball (MLB). È stato introdotto nella National Baseball Hall of Fame nel 2004 al suo primo anno di eleggibilità.

## Carriera
Eckersley debuttò nella MLB con i Cleveland Indians nel 1975. Due anni dopo lanciò un no-hitter contro i California Angels e a fine stagione fu convocato per il suo primo All-Star Game. Nel 1978 fu scambiato coi Boston Red Sox con cui nella sua prima stagione ottenne un record in carriera di 20 vittorie. Dopo un'altra stagione positiva nel 1979, dal 1980 al 1984 sperimentò delle annate negative, con la sua fastball che perse velocità. Terminò la sua esperienza con Boston con un record di 43–48.
Eckersley fu scambiato nel marzo 1984 coi Chicago Cubs, una dei diversi scambi a stagione in corso che quell'anno aiutò la squadra a raggiungere i suoi primi playoff dal 1945. Nell'unica partenza come titolare nei playoff ebbe una prestazione negativa contro i San Diego Padres. Rimase coi Cubs anche nel 1985, con un record di 11–7 e due shutout (gli ultimi due della carriera). Le prestazioni di Eckersley calarono ancora nel 1986, quando ebbe un record di 6–11 e una media PGL di 4.57. A fine stagione, optò per il ricovero in una clinica per la riabilitazione dall'alcolismo. Eckersley in seguito riferì di essere divenuto conscio di avere un problema quando i suoi familiari girarono un video mentre era ubriaco, mostrandoglielo il giorno successivo.
Eckersley fu nuovamente scambiato il 3 aprile 1987 con gli Oakland Athletics del manager Tony La Russa, dove divenne il closer della squadra. Ebbe 16 salvezze nel 1987 e si impose come closer dominante nel 1988, quando guidò la lega con 45 salvezze. Registrò una salvezza in tutte le quattro partite di playoff in cui gli A's batterono i Red Sox quell'anno, con Oakland che fu sconfitta nelle World Series dai Los Angeles Dodgers. Vinse il titolo l'anno successivo, quando gli A's batterono in finale i San Francisco Giants in quattro gare, con salvezze in gara 2 e nella decisiva gara 4.
Eckersley fu il closer più dominante della MLB dal 1988 al 1992, guidando la American League in salvezze due volte, arrivando due volte secondo e una terzo. Nel corso di cinque stagioni salvò 220 partite e non ebbe mai una media PGL superiore a 2.96. Subì solamente cinque punti nella stagione 1990, risultando in una bassissima media PGL di 0.61.
Nel 1992 fu premiato col Cy Young Award e come MVP dell'American League, in una stagione in cui terminò con 51 salvezze. Solo altri due lanciatori di rilievo avevano vinto entrambi i premi nella stessa stagione: Rollie Fingers nel 1981 e Willie Hernández nel 1984. Dopo Eckersley, solo un altro lanciatore di rilievo ha vinto il Cy Young, Éric Gagné. Dopo il 1992 i suoi numeri peggiorarono: anche se Eckersley rimase tra i leader della lega in salvezze, la sua media PGL si alzò rapidamente. Dopo la stagione 1994 divenne free agent, con la squadra che indicò che avrebbe desiderato rifirmarlo a una cifra inferiore ai quattro milioni di dollari che gli sarebbero spettati col precedente contratto. Ad aprile 1995 firmò per un altro anno con Oakland.
Nel 1996, Eckersley seguì La Russa ai St. Louis Cardinals dove rimase il closer della squadra per due stagioni. Fece ritorno per un'ultima annata ai Red Sox nel 1998. Al momento del ritiro, aveva giocato più gare di qualsiasi lanciatore della storia della MLB. Nel 1999, The Sporting News lo inserì al 98º posto nella classifica dei migliori cento giocatori di tutti i tempi.

## Palmarès

### Club
- World Series: 1

Oakland Athletics: 1989

### Individuale
- MVP dell'American League: 1

1992
- MVP dell'American League Championship Series: 1

1988
- MLB All-Star: 6

1977, 1982, 1988, 1990–1992
- Cy Young Award: 1

1992
- Leader della MLB in salvezze: 1

1988, 1992
- Numero 43 ritirato dagli Oakland Athletics